# از غرب خارج شوید
از غرب خارج شوید یک رمان منتشر شده در سال ۲۰۱۷ است که توسط نویسنده پاکستانی محسن حمید نوشته شده‌است. این کتاب چهارمین رمان حمید است. مضامین اصلی رمان مشکلات مهاجرت و پناهندگی است.
این رمان مربوط به یک زوج جوان به نام‌های سعید و نادیا است که در یک شهر بی‌نام زندگی می‌کنند و در حال جنگ داخلی هستند و در نهایت مجبور به فرار می‌شوند، با استفاده از سیستمی از درهای جادویی که منجر به ورود به مکان‌های مختلف در سراسر جهان می‌شود.
این کتاب توسط نیویورک تایمز به عنوان یکی از ۱۰ کتاب برتر سال ۲۰۱۷ معرفی شد. همچنین برای جوایز بین‌المللی IMPAC دابلین در سال ۲۰۱۹ نامزد شد.